# یگان کنترل جانوران

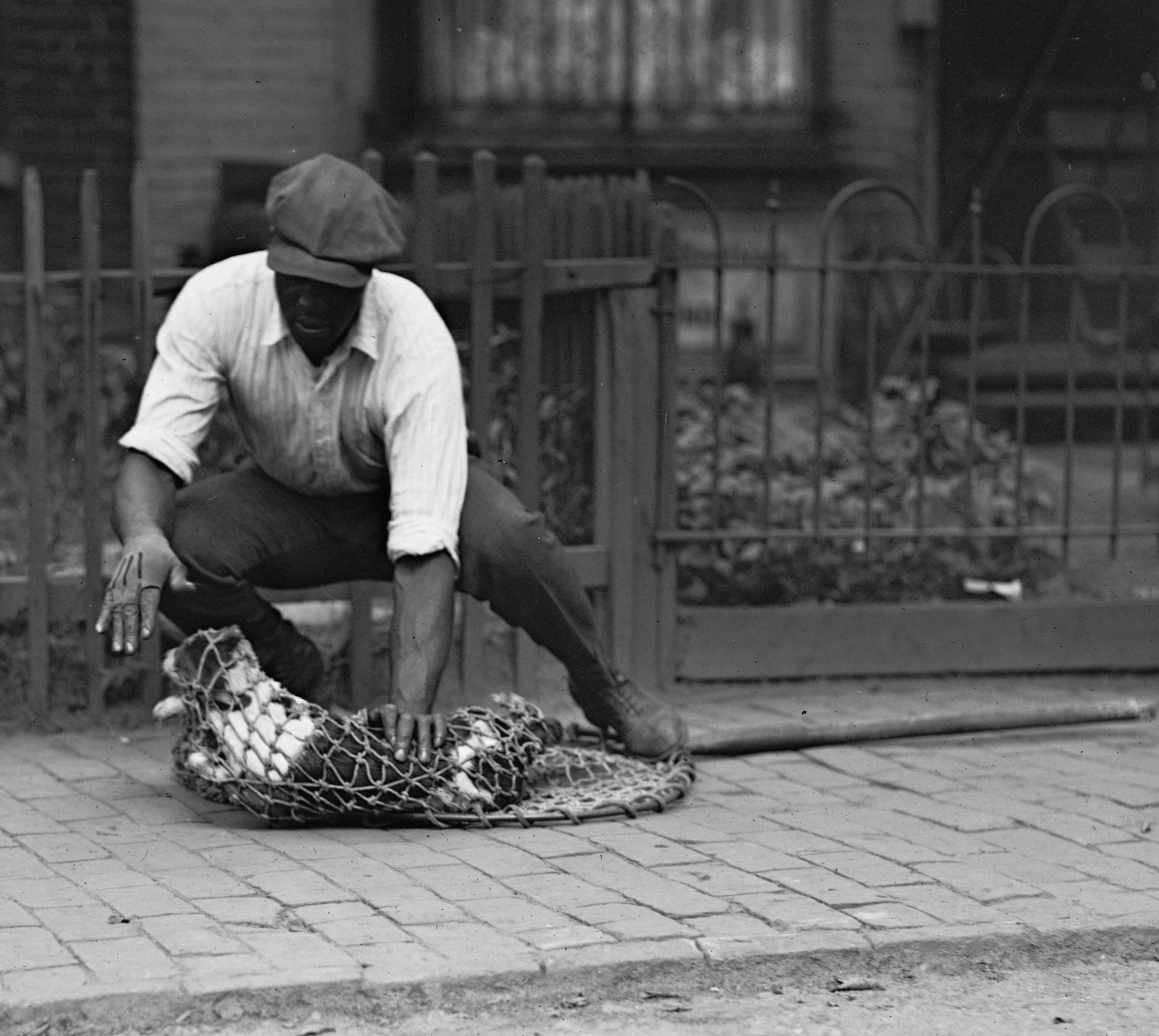
یک افسر کنترل جانوران (که در آن زمان به عنوان سگ شکار شناخته می‌شد) گربه ولگرد را در تور نگه می‌دارد.

یگان کنترل جانوران، واحد کنترل جانوران، سرویس کنترل جانوران (به انگلیسی: Animal control service) یا آژانس کنترل جانوران (Animal control agency)، نهادی است که مسئول پاسخگویی به درخواست‌های کمک به حیوانات، از جمله حیات وحش، جانوران خطرناک، و جانوران آشفته‌است. فردی که برای چنین نهادی کار می‌کند زمانی به عنوان شکارچی سگ شناخته می‌شد، اما به‌طور کلی اکنون افسر کنترل جانوران نامیده می‌شود و ممکن است یک کارمند یا یک پیمانکار باشد - معمولاً توسط شهرداری، شهرستان، شایر، یا موارد دیگر منطقه‌ای دولت محلی استخدام می‌شود.

## وظایف و کارکرد
معمولاً جانورانی که پیدا می‌شوند، برای شناسایی مالک بررسی می‌شوند، از جمله بررسی برچسب‌های شناسایی، اسکن برای ریزتراشه‌ها و بررسی خالکوبی. حیوانات ممکن است به صاحبانشان بازگردانده شوند یا به کلینیک دامپزشکی یا پناهگاه حیوانات منتقل شوند. جانورانی که در پناهگاه نگهداری می‌شوند را می‌توان به صاحبانشان بازگرداند، به فرزندخواندگی پذیرفت، به طبیعت رها کرد، به عنوان مدرک در تحقیقات جنایی نگهداری کرد یا با بیهوشی کشت.
خدمات کنترل جانوران ممکن است توسط دولت یا از طریق قرارداد با یک جامعه یا جامعه انسانی برای جلوگیری از آزار حیوانات ارائه شود. افسران ممکن است با محدود کردن جانوران یا بررسی گزش حیوانات به انسان، برای یا با آنها، پلیس یا کلانتر، بخش پارک‌ها و تفریحات، و بخش‌های بهداشت کار کنند.
آزار فعال به حیوانات ممکن است نشانه‌ای از مشکلات جدی روانی یا خشونت باشد. به دلیل این پیوندها، در برخی از نقاط افسران کنترل حیوانات شروع به جستجو و گزارش در مورد مسائل دیگر کرده‌اند.